# 萨沃河畔蒙泰居
萨沃河畔蒙泰居（法語：Montaigut-sur-Save，法語發音：[mɔ̃tɛɡy syʁ sav]），法国西南部市镇，位于奥克西塔尼大区上加龙省，隶属于图卢兹区，其市镇面积为12.65平方公里，2022年1月1日时人口数量为1,946人，在法国城市中排名第5,684位。
萨沃河畔蒙泰居位于上加龙省西北部，萨沃河右岸，是一个区域性的中心市镇，多条公路在此交汇。

## 地名来源
根据当地官方网站的论述，“Montaigut”一名转写自法语“mont aigu”；“-sur-Save”这一后缀自1912年起成为当地官方名称的一部分。
萨沃河畔蒙泰居所处区域历史上曾通行奥克语，“Montaigut-sur-Save”在奥克语维基百科及Openstreetmap中对应的拼写为“Montagut de Sava”。

## 历史
萨沃河畔蒙泰居的早期历史尚不清楚。公元11世纪时，蒙泰居境内建成了阿莱圣母小教堂，此后其附近亦出现了一座城堡。中世纪末，蒙泰居可能长期为福多阿家族的一处领地，巴尔巴藏（Barbazan de Faudoas）是当地最初可考证的领主。宗教战争期间，阿莱圣母小教堂被毁，后于公元17世纪得到重建。法国大革命后，萨沃河畔蒙泰居成为上加龙省的一个市镇。工业革命期间，图卢兹—卡杜尔铁路建成通车，该铁路的一条支线连接蒙泰居并设有蒙泰居站，该线路于1947年全线关闭。二战后，得益于图卢兹的城市扩张，萨沃河畔蒙泰居人口数量逐年增加。

## 地理

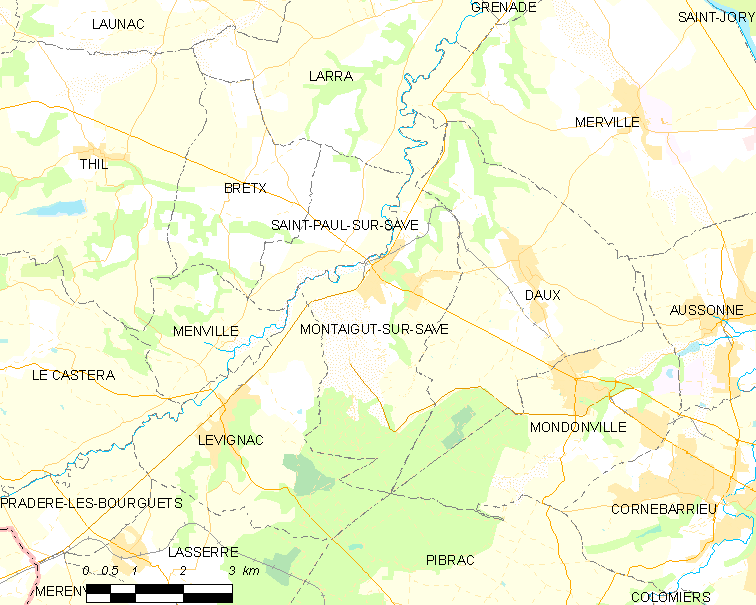
萨沃河畔蒙泰居市镇范围地图

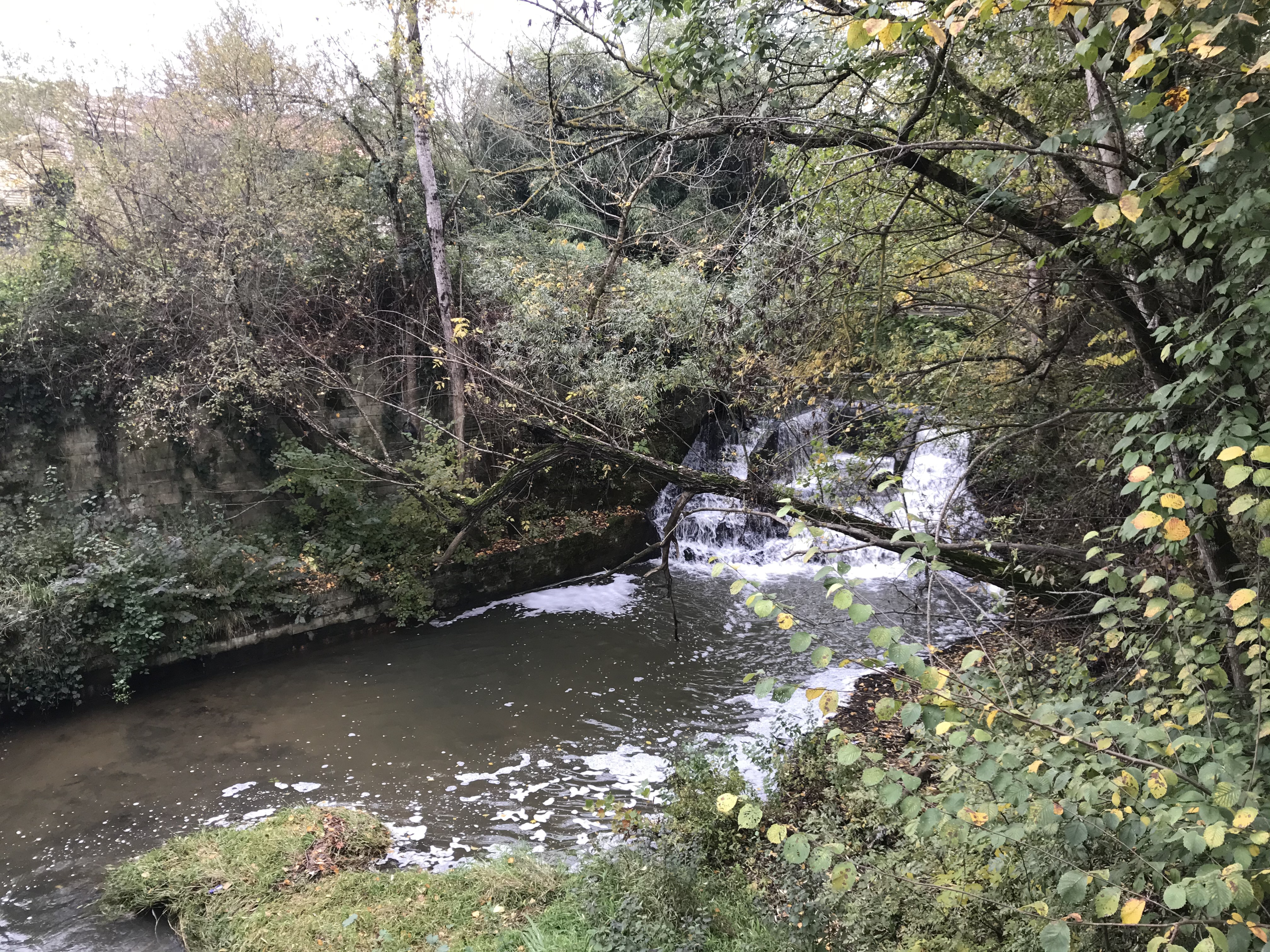
萨沃河

萨沃河畔蒙泰居位于法国西南部，奥克西塔尼大区西部和上加龙省西北部，距离省会图卢兹大约23公里。与萨沃河畔蒙泰居接壤的市镇包括：拉拉、梅维尔、多克斯、萨沃河畔圣保罗和莱维尼亚克。

### 地形
萨沃河畔蒙泰居位于托洛桑地区西北部，境内以平原和浅丘为主，市镇中心地势较为平坦，全境海拔在116到194米之间。

### 水文
萨沃河畔蒙泰居位于加龙河流域范围内，萨沃河自西南向东北流经镇中心西北部，该河在萨沃河畔蒙泰居市区附近有一条平行支渠，其上方建有水力磨坊。

### 植被
萨沃河畔蒙泰居属于温带阔叶混交林区，当地的林地多分布于市区南部、东部及河流附近，市区南部为布科讷森林。
在鲜花城市的评比中，萨沃河畔蒙泰居暂未被评级。

### 气候
萨沃河畔蒙泰居在柯本气候分类法中属于带有地中海气候特征的温带海洋性气候（Cfb）。

## 行政区划
萨沃河畔蒙泰居的市镇编号为31356，邮政编号为31530。
在行政管理方面，萨沃河畔蒙泰居隶属于法国奥克西塔尼大区上加龙省图卢兹区；在地方选举方面，萨沃河畔蒙泰居隶属于莱格万县，其市镇范围全境被划入上加龙省第五选区；在社会管理方面，萨沃河畔蒙泰居是上托洛桑市镇公共社区的组成部分。
截至2023年9月，萨沃河畔蒙泰居市镇范围内暂无任何城市敏感街区及城市政策优先街区。
法国国家统计与经济研究所（简称）在进行数据统计时，未将萨沃河畔蒙泰居划入任何城市核心区（Unité urbaine），将包括萨沃河畔蒙泰居在内的周边共452个市镇划为图卢兹城市区。自2020年起，图卢兹城市区被包含527个市镇的图卢兹城市辐射区代替。此外，还将萨沃河畔蒙泰居市镇整体看作一个“块区”（IRIS），以便于统计人口分布情况。

## 交通

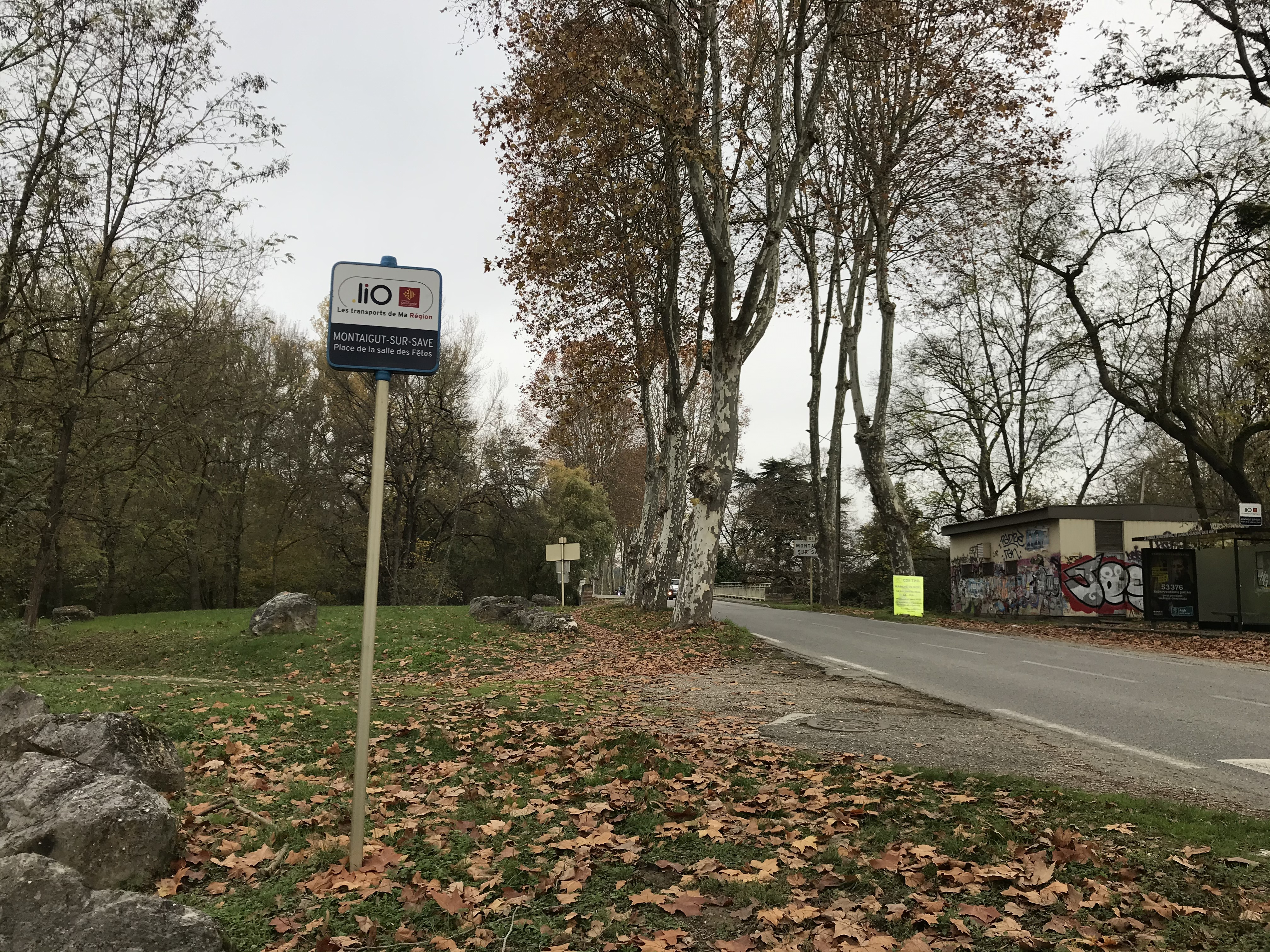
巴士停靠站点

### 公路
法国国道N224线和上加龙省省道D1线、D17线、D64线在萨沃河畔蒙泰居境内交汇。奥克西塔尼大区下属的城际客运提供途径萨沃河畔蒙泰居的巴士线路，其中城际线路可前往图卢兹，校车线路则可通往科洛米耶等地。
2019年，88.2%的萨沃河畔蒙泰居家庭拥有至少一辆私人汽车。2020年，萨沃河畔蒙泰居境内共发生各类交通事故3起，造成2人遇难，2人受伤，其中1人重伤。
|  | 16 |

| 图卢兹 | 24 |

| 布拉尼亚克 | 18 |

| 利勒茹尔当 | 15 |

### 铁路
萨沃河畔蒙泰居位于图卢兹—卡杜尔铁路的一条支线上，该铁路已于1947年全线关闭。
距离萨沃河畔蒙泰居最近的运营中的客运铁路车站为15公里外的皮布拉克站，该站停靠往返于图卢兹和欧什之间的区域列车。

### 航空
距离萨沃河畔蒙泰居最近的民用航空站为16公里外的图卢兹-布拉尼亚克机场。

### 城市公共交通
截至2023年9月，萨沃河畔蒙泰居暂无城市公共交通系统。

## 政治

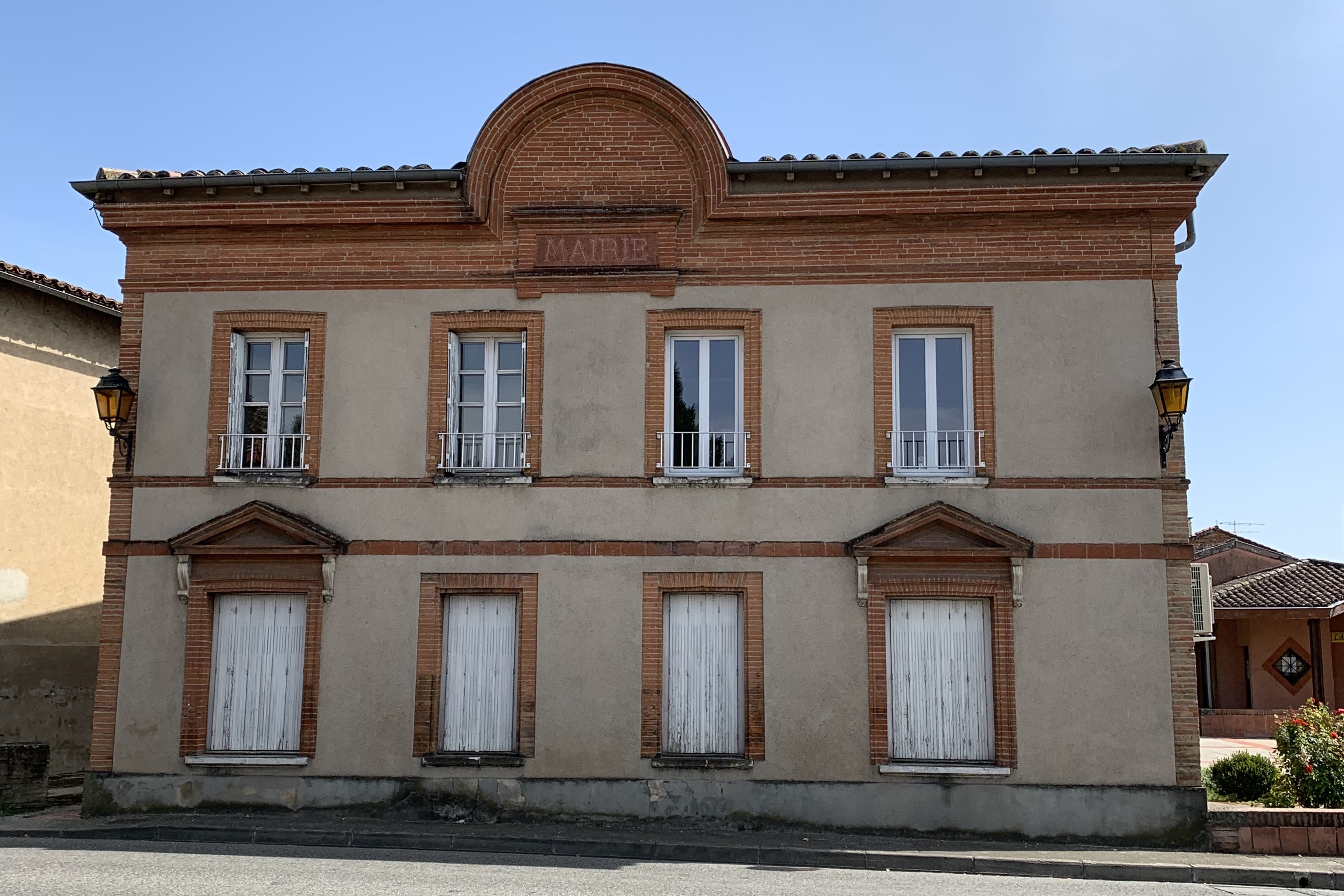
萨沃河畔蒙泰居市政厅

萨沃河畔蒙泰居的现任市长为弗朗索瓦·科迪纳先生（François CODINE），他是一名无党派人士，在2020年的市政选举中获得了67.75%的支持率。
在2022年的法国总统大选中，法国第25任总统埃马纽埃尔·马克龙在萨沃河畔蒙泰居获得了60.49%的支持率。

## 人口
2020年，萨沃河畔蒙泰居市镇人口数量为1,897，在法国排名第5,684位。其中男性917人，女性922人，75岁及以上人口占4.2%，外籍人口（Popultionétrngère）数量为136人，人口密度为150人/平方公里，当地居民被称为（男性）或（女性）。2020年，萨沃河畔蒙泰居境内出生26人，死亡人口10人。
| 萨沃河畔蒙泰居1901年－2020年人口变化情况 |
|                                          |
| 数据来源：Cassini、INSEE                 |

## 经济
萨沃河畔蒙泰居是一个区域性的中心市镇。截至2023年9月，萨沃河畔蒙泰居市镇范围内共有各类用人单位（包含自雇）305家，平均历史为12年，均为中小型企业（PME），2023年7月至9月间，当地的经济活力指数为0。（房屋租赁）、（房屋租赁）及（房屋租赁）是当地2021年营业额最高的三个企业，分别为3,011,122欧元、2,082,351欧元和1,751,323欧元。

## 财政与居民收入
2021年，萨沃河畔蒙泰居的财政收入总额为1,362,380欧元，财政支出总额为1,233,460欧元，当年的债务总额为1,194,870欧元。2021年，萨沃河畔蒙泰居市镇通过增值税获得220,790欧元的收入，此外当地还共获得了350,410欧元的国家直接财政补助。
2019年，萨沃河畔蒙泰居的人均月收入总额为3,273欧元，高于法国平均水平（2,303欧元）。
2020年，萨沃河畔蒙泰居境内的青壮年（15至64岁）失业率为7.8%；2022年，当地61.1%的家庭拥有纳税资格，平均纳税4,338欧元，高于法国平均水平（4,393欧元）。

## 社会事务

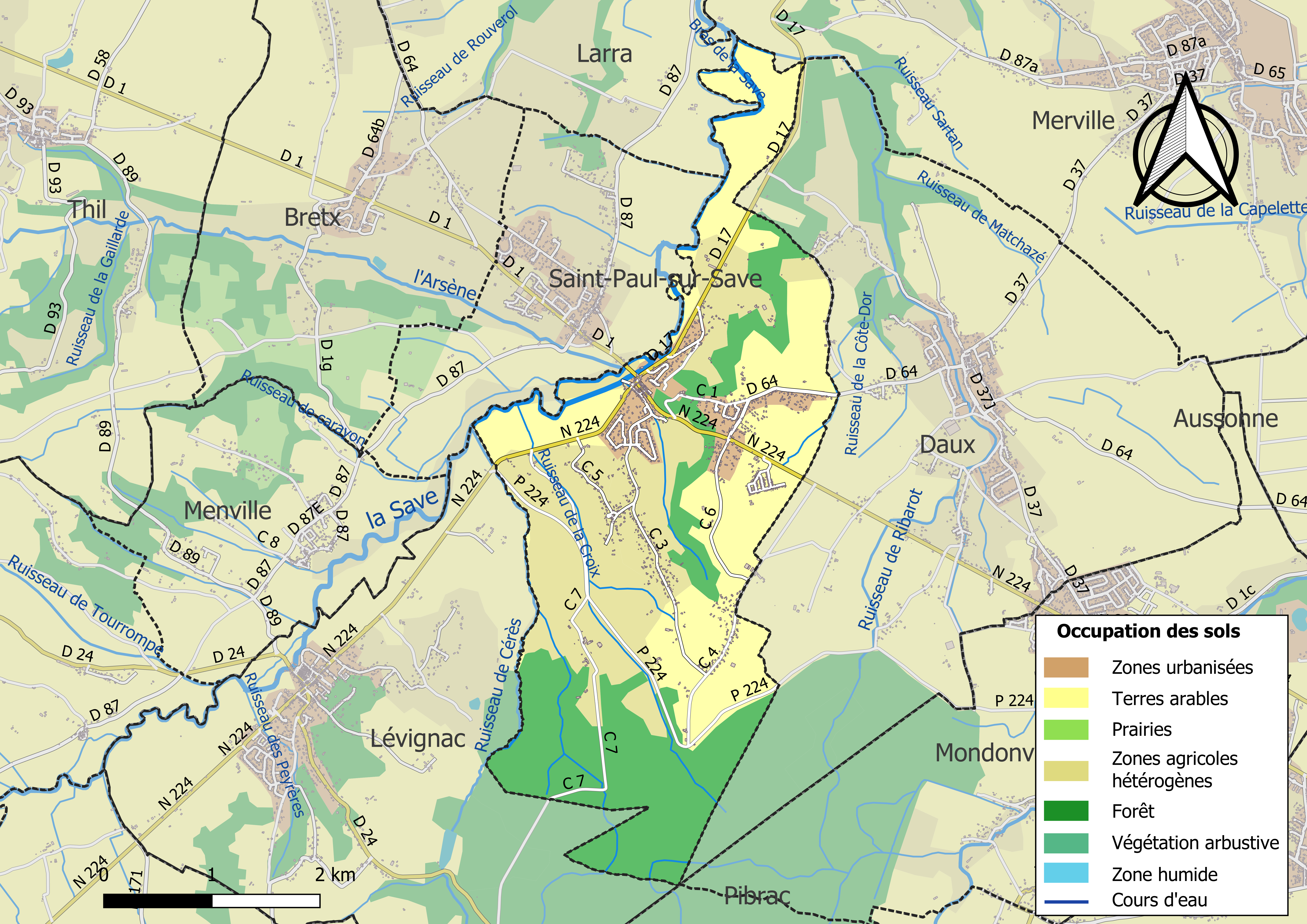
萨沃河畔蒙泰居土地利用情况地图

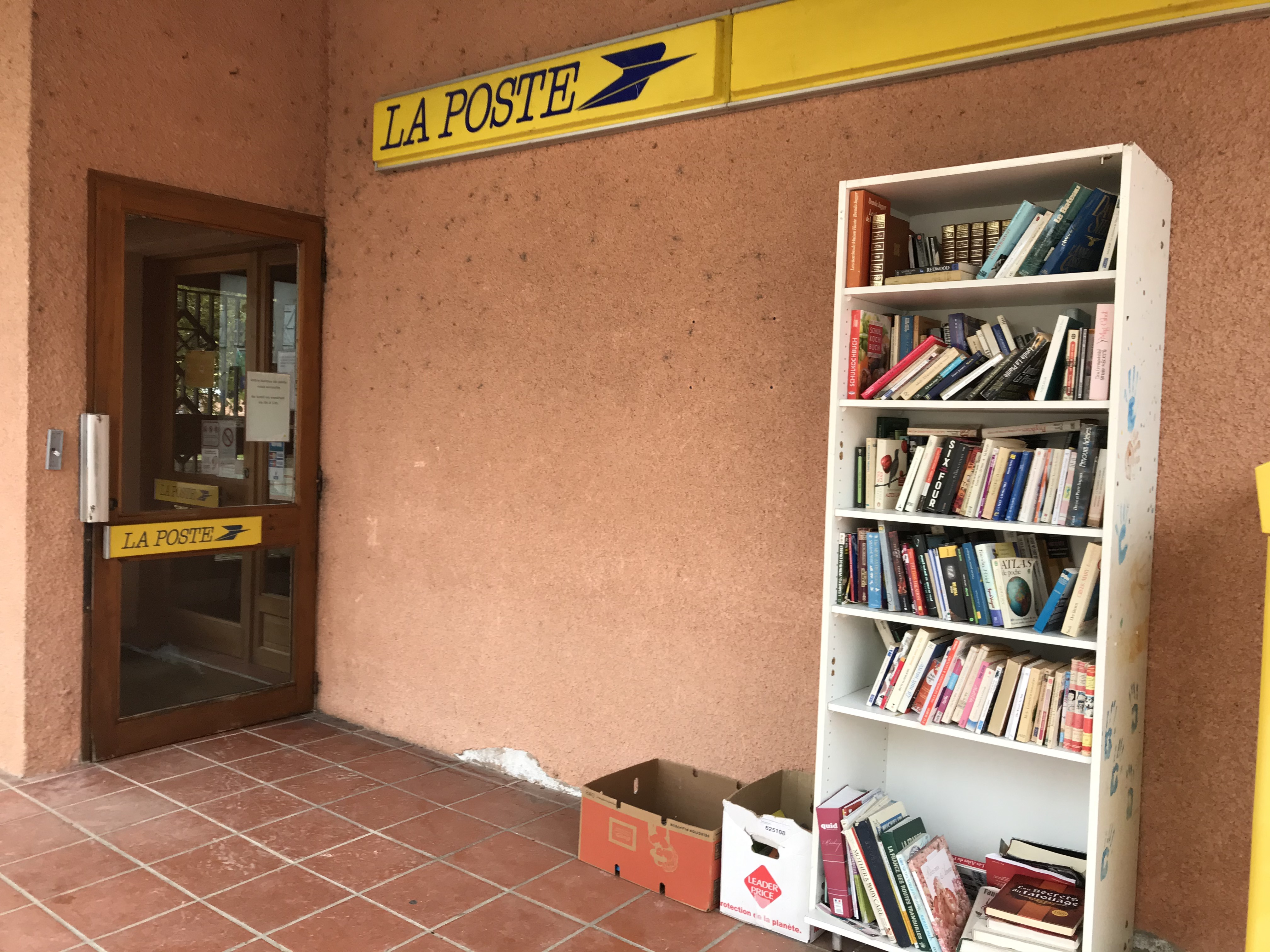
萨沃河畔蒙泰居邮局

### 教育
萨沃河畔蒙泰居属于图卢兹学区。截至2021年1月1日，萨沃河畔蒙泰居境内共有1所幼儿园和1所小学。

### 医疗
截至2021年1月1日，萨沃河畔蒙泰居境内共有全科医生3名、保健师2名、牙医1名、护士2名、药房1家。
距离萨沃河畔蒙泰居最近的区域性医疗机构为图卢兹大学中心医院，其下属的皮埃尔-保罗·里凯医院（Hôpital Pierre-Paul Riquet）位于图卢兹市区西北部，距离萨沃河畔蒙泰居市区的正常车程大约23分钟，该院设有床位714个。

### 住房
2020年，萨沃河畔蒙泰居境内共有各类住房788套，其中96.2%为独立式居民区，3.7%为集中式居民区。常住房屋占萨沃河畔蒙泰居市镇范围内居民建筑总量的90.9%。
在住房保障政策方面，2021年，萨沃河畔蒙泰居境内共有44户家庭获得了住房经济补助，受益人数占总人口数量的2.3%，其中38份为房租补助。

### 商业
2021年，萨沃河畔蒙泰居境内共有各类实体商铺32家，其中餐厅2家、面包房1家、美容美发店4家、汽车维修店2家。

### 体育
2021年，萨沃河畔蒙泰居境内共有1家游泳池、6处网球场以及2处马术场。
截至2023年9月，萨沃河畔蒙泰居境内暂无任何注册足球俱乐部。
萨沃河谷体育联盟（Association Sportive de la Vallée de la Save）是当地的一支橄榄球俱乐部，其注册地位于萨沃河畔圣保罗。

### 环境
萨沃河畔蒙泰居的环境事务由其所属的上托洛桑市镇公共社区联合各级政府协调负责。2021年，萨沃河畔蒙泰居境内暂无污染企业。

### 治安
萨沃河畔蒙泰居及其附近的共56个市镇是图卢兹米拉伊国家宪兵队的管辖范围。2020年，该宪兵队累计记录各类案件6,908起，其中盗窃类案件3,881起，经济类案件1,060起，毒品交易类案件149起。

## 文化

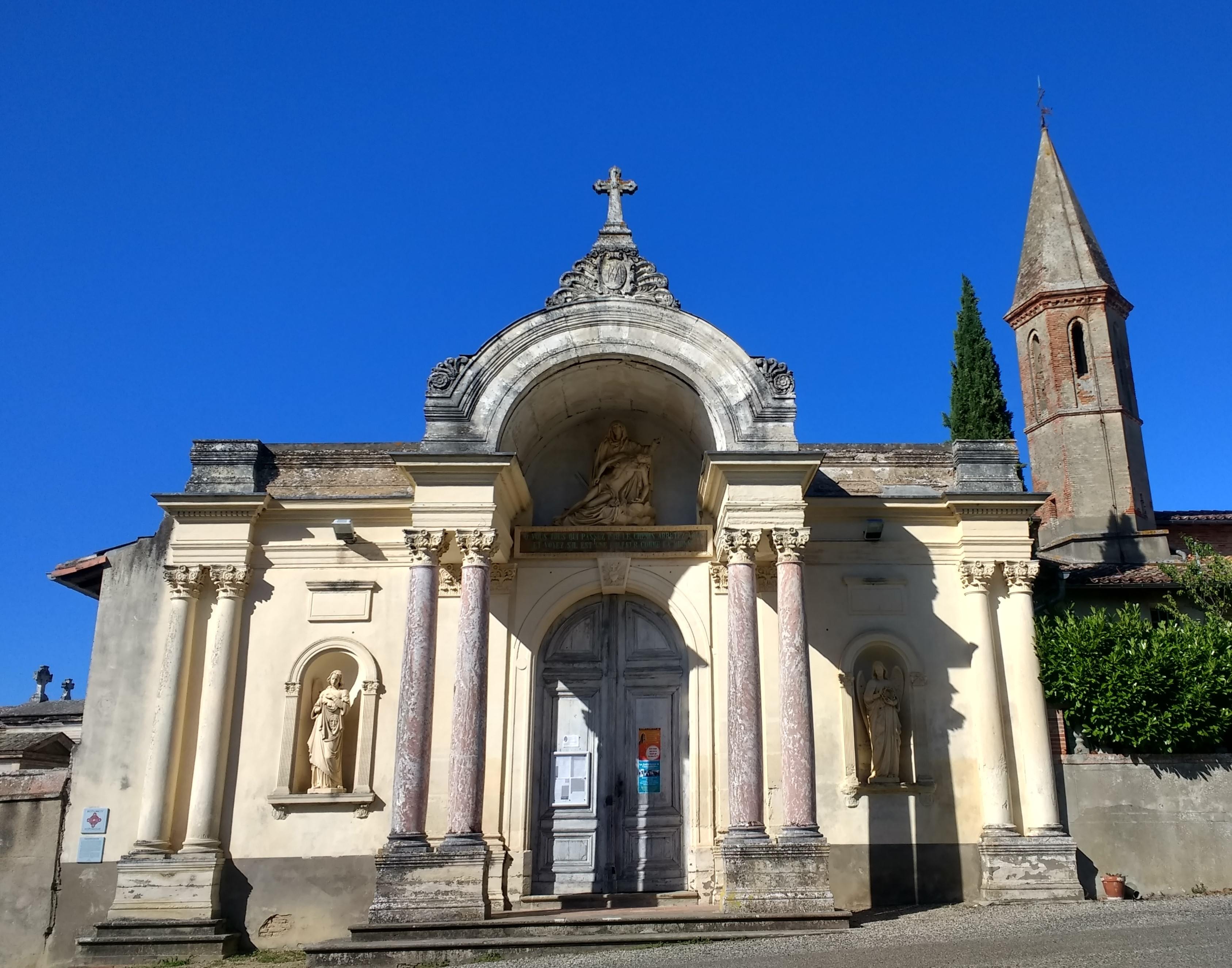
阿莱圣母小教堂

2021年，萨沃河畔蒙泰居境内暂无任何文化设施。萨沃河畔蒙泰居市政府提供市政图书馆，每周一、三、五向公众开放。

### 建筑
萨沃河畔蒙泰居境内有多处历史建筑，其中阿莱圣母小教堂为法国国家文物保护单位，镇中心的圣伯多禄教堂（Église Saint-Pierre de Montaigut-sur-Save）亦是当地的一处地标性建筑物。

### 旅游
萨沃河畔蒙泰居的旅游事务由其所属的上托洛桑市镇公共社区负责。2022年，萨沃河畔蒙泰居境内共有1家酒店共计25间房间。

### 媒体
法国主要的媒体均可在萨沃河畔蒙泰居接收，法国电视三台下属的奥克西塔尼大区频道在部分时段播出萨沃河畔蒙泰居所在上加龙省的地方新闻。《南法追寻报》、奥克西塔尼电视台、蓝色法兰西奥克西塔尼广播等是当地主要的地方性媒体。

## 友好城市
截至2023年9月，萨沃河畔蒙泰居暂未建立任何友好城市关系。